# Joan Huydecoper van Maarsseveen (1887-1969)
Jhr. Joan Huydecoper/Huijdecoper van Maarsseveen (Utrecht, 20 oktober 1887 – januari 1969) was een Nederlands politicus. 
Hij werd geboren als zoon van jhr. Jan Elias Huydecoper van Maarsseveen en Nigtevecht (1853-1911) en Susanna Christina Maria Anthonia Luden (1857-1920). Zijn vader was onder andere Tweede Kamerlid. Zelf was hij ambtenaar ter secretarie bij de gemeente Maarssen voor hij in 1913 F.C.C. baron van Tuyll van Serooskerken opvolgde als gemeentesecretaris van Westbroek en Achttienhoven. Vanaf 1932 was Huydecoper van Maarsseveen waarnemend burgemeester van beide gemeenten. Twee jaar later werd hij daar bij kb benoemd tot burgemeester. In 1949 werd hij bovendien benoemd tot burgemeester van de aangrenzende gemeente Tienhoven. Eind 1952 bereikte hij de pensioengerechtigde leeftijd en daarom werd hem als burgemeester van die drie gemeenten ontslag verleend maar hij bleef toen wel aan als waarnemend burgemeester van deze gemeenten. In 1954 ging Achttienhoven op in de gemeenten Westbroek en Utrecht. Drie jaar later gingen de gemeenten Westbroek en Tienhoven op in respectievelijk Maartensdijk en Maarssen. Daarmee kwam een einde aan zijn burgemeesterschap. Hij overleed in 1969 op 81-jarige leeftijd. 